# こどものグルメ
『こどものグルメ』は、原作・久住昌之、作画・安倍𠮷俊による日本の漫画、およびそれを原作としたテレビドラマ。電子書籍レンタルサイト「Renta!」で連載中。

## あらすじ
小学4年生の蓬野杏（よもぎの あん）は食べることが一番の楽しみ女の子。両親が共働きで平日は弟の栗とお家でお留守番をして過ごしているが、持ち前の食欲と好奇心からキッチンに足を踏み入れ、自分にしかできない美味しいものを作ろうと大人には考えつかない自由な発想で料理を作り上げる。

## 書誌情報
- 久住昌之（原作）・安倍吉俊（作画）『こどものグルメ』復刊ドットコム、既刊2巻（2024年11月25日現在）
  1. 2023年12月25日発売、ISBN 978-4-8354-5906-6
  2. 2024年11月25日発売、ISBN 978-4-8354-5937-0

## テレビドラマ
2020年10月25日、2021年11月20日にテレビ東京系列でテレビドラマが放送された。主演は石井心咲。

### キャスト

#### 蓬野家
蓬野杏（よもぎの あん）
演 - 石井心咲
本作の主人公。蓬野家の長女。小学4年生。食べることが大好きで、思いついた料理を作り上げようと試行錯誤を繰り返し、自由な発想で料理作りに挑戦する。
蓬野栗（よもぎの くり）
演 - 千葉新
蓬野家の長男。杏の弟。杏の料理のお手伝いをするが、失敗作を食べさせられることもある。
パピー
演 - 和田聰宏
杏と栗のお父さん。子供たちからはパピーと呼ばれている。杏たちと一緒になって自由な発想で餃子を食べるのに付き合い、マミーに注意される。
マミー
演 - 遊井亮子
杏と栗のお母さん。子供たちからはマミーと呼ばれている。料理をした後の後片付けをしない杏を注意するなど躾に厳しい。

#### 杏の友達
サキ
演 - 田中絆菜
杏のクラスメイトの女の子。下校時に杏と食べ物の話で盛り上がったり、河川敷のピクニックで杏のお弁当をごちそうになるなど仲がいい。

#### その他
男性社員
演 - カトウクリス
女性社員
演 - 日高七海
外回りをしている会社員。道に迷い「井之頭さん」に電話をかけて助けを求める。

### スタッフ
- 原作 - 久住昌之（原作）安倍𠮷俊（作画）「こどものグルメ」
- 脚本 - 山崎洋平
- 演出 - 瀬野尾一
- プロデューサー - 寺原洋平（テレビ東京）、吉見健士、菊池武博（共同テレビ）
- 制作 - テレビ東京、共テレ
- 製作著作 - 「こどものグルメ」製作委員会